# Силачев, Алексей Викторович
Алексей Викторович Силачев (род. 8 декабря 1971, Ленинград) — российский парафутболист, вратарь паралимпийской сборной России. Чемпион Паралимпийских игр 2000 по футболу 7x7, заслуженный мастер спорта России.
Выпускник НГУ им П. Ф. Лесгафта

## Награды
- Медаль ордена «За заслуги перед Отечеством» II степени (6 апреля 2002) — за большой вклад в развитие физической культуры и спорта, высокие спортивные достижения на XI Паралимпийских играх 2000 года в Сиднее.[2]
- Заслуженный мастер спорта России.